# 日進市立日進東中学校
日進市立日進東中学校（にっしんしりつにっしんひがしちゅうがっこう）は、愛知県日進市にある公立中学校。

## 沿革
- 1980年(昭和55年) - 日進町立日進東中学校として開校。
- 1994年(平成6年) - 市制施行に伴い、現校名に名称を変更。

## 部活動
- 野球部
- サッカー部
- テニス部 男子
- テニス部 女子
- バスケットボール部 男子
- バスケットボール部 女子
- バレーボール部 男子
- バレーボール部 女子
- 卓球部 女子
- 陸上競技部
- 剣道部 男子
- 剣道部 女子
- 吹奏楽部
- 美術部
- パソコン部
- タブレット部（仮名）

## 通学区域
- 日進市立梨の木小学校区
- 日進市立東小学校区
- 日進市立相野山小学校区 [2]
- 日進市立南小学校区(一部地域）

## アクセス
- 名鉄豊田線 米野木駅から徒歩約26分

## 著名な出身者
- リオ（NiziU）
- 平岩玄(バスケットボール選手)(アルバルク東京)
- 西村卓真 （俳優）